# Jaroslav Babušiak
Jaroslav Babušiak (ur. 6 września 1984 w Dolným Kubínie) – słowacki narciarz alpejski, dwukrotny uczestnik zimowych igrzysk olimpijskich, czterokrotny uczestnik mistrzostw świata w narciarstwie alpejskim, srebrny medalista zimowej uniwersjady, trzynastokrotny medalista mistrzostw Słowacji w narciarstwie alpejskim.
W 2006 i 2010 roku wziął udział w zimowych igrzyskach olimpijskich. W Turynie zajął 24. miejsce w slalomie, 27. w superkombinacji, 40. w supergigancie i 45. w zjeździe. W Vancouver był 30. w slalomie, 37. w supergigancie, 44. w slalomie gigancie, 52. w zjeździe i nie ukończył superkombinacji.
W latach 2005–2011 czterokrotnie wystartował w mistrzostwach świata w narciarstwie alpejskim. Najlepsze rezultaty w zawodach tej rangi osiągnął w superkombinacji w 2009 roku w Val d’Isère i dwa lata później w Garmisch-Partenkirchen. W obu przypadkach zajął 19. miejsce.
W Pucharze Świata po raz pierwszy wystartował w październiku 2007 roku w Sölden, jednak został wówczas zdyskwalifikowany podczas pierwszego przejazdu. Pierwszy raz w zawodach tej rangi został sklasyfikowany w listopadzie 2008 roku w Lake Louise, zajmując 68. miejsce w zjeździe. W Pucharze Świata startował do sezonu 2011/2012. Tylko raz zdobył punkty do klasyfikacji generalnej – 12 grudnia 2008 w Val d’Isère był 19. w superkombinacji, co dało mu 36. miejsce w klasyfikacji PŚ w superkombinacji i 127. miejsce w klasyfikacji PŚ w narciarstwie alpejskim.
Trzykrotnie uczestniczył w zimowej uniwersjadzie. W 2007 roku w Turynie wystąpił w trzech konkurencjach – w slalomie gigancie był 37., w supergigancie 29., a slalomu nie ukończył. Podczas kolejnej uniwersjady w Harbinie zdobył srebrny medal w supergigancie. Ponadto był dziewiąty w zjeździe i slalomie oraz dziesiąty w slalomie gigancie. W 2011 roku w Erzurum zajął 12. miejsce w slalomie gigancie, 13. w slalomie i nie ukończył supergiganta.
W latach 2004–2012 trzynastokrotnie stanął na podium mistrzostw Słowacji w narciarstwie alpejskim. Czterokrotnie został mistrzem kraju – w 2006 roku w slalomie, w 2008 roku w slalomie i slalomie gigancie oraz w 2010 roku w slalomie. Ponadto zdobył pięć srebrnych i cztery brązowe medale.